# Giacarta Meridionale
Giacarta meridionale (in indonesiano Jakarta Selatan) è una città (kota) dell'Indonesia, una delle 5 che formano la capitale Giacarta.

## Suddivisioni
Giacarta meridionale è suddivisa in 10 Kecamatan (sottodistretti):
- Kebayoran Baru
- Kebayoran Lama
- Pesanggrahan
- Cilandak
- Pasar Minggu
- Jagakarsa
- Mampang Prapatan
- Pancoran
- Tebet
- Setiabudi